# トルティージャ

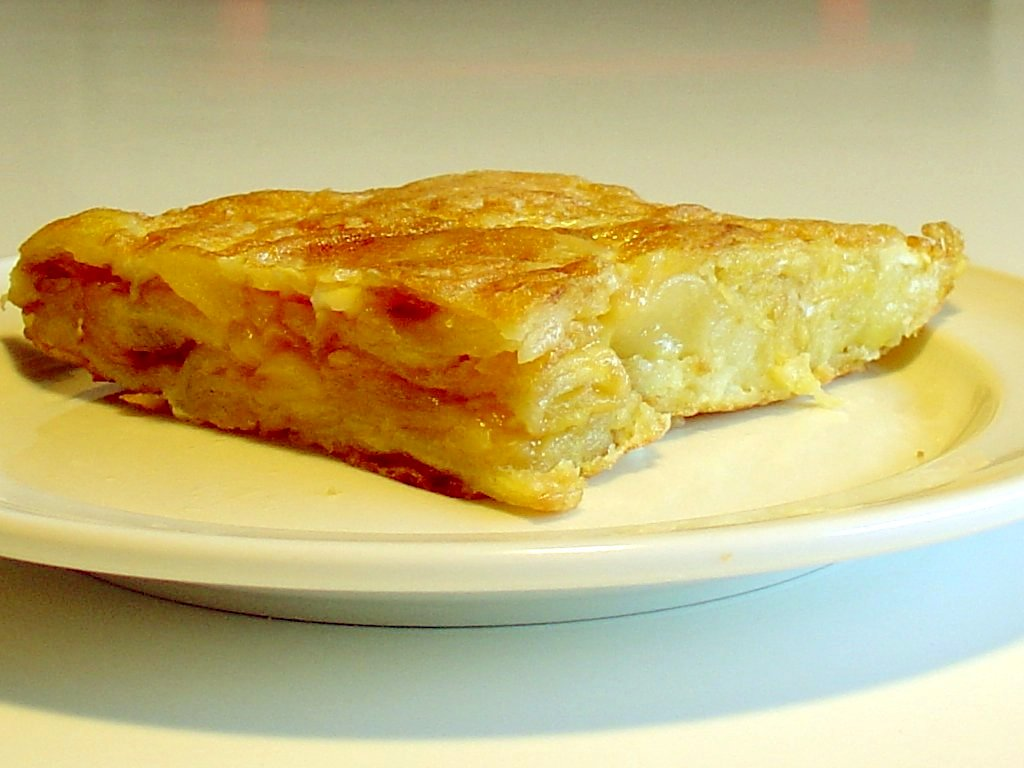
ジャガイモのトルティージャ

トルティージャ（西: tortilla、tortilla de patatas）は、スペインのオムレツのような卵料理。
日本語のカタカナ表記としてはトルティーリャ、トルティーヤもある。また、スペイン風オムレツとも呼ばれる。

## 概要
太陽を思わせる丸い形の黄金色のオムレツである。スペイン料理の代表的な品であり、スペインの国民的料理でもあり、昼食、夕食の家庭料理として作られるのは無論、弁当としても食され、ピクニックなどにも携行される。食材を持ち寄るパーティーが開催される際には切ってない丸いままのトルティージャを持参する人もいると言われる。
単に「トルティージャ」という場合には、「トルティージャ・エスパニョーラ（西: tortilla española）」を指すことが多い。
トルティージャ・エスパニョーラの特徴としてはジャガイモが入っていることが挙げられる。
入っている食材により、以下のように識別される。
tortilla a la francesa
ジャガイモが入ってないプレーンオムレツ。「フランス風トルティージャ」の意。
tortilla de jamón
ハム入り。
tortilla de espárragos
アスパラガス入り。
この他にtortilla de camarones（小エビとひよこ豆の粉で薄く焼いた料理）、tortilla de maiz（トウモロコシの粉を混ぜて薄く焼いた料理）などもある。
中南米では、スペインのトルティージャは「スペイン風トルティージャ」（tortilla española）や、「トルタ」（torta）と呼んでいる。なお、トルタは厚焼きのもの全般を指す事があり、ケーキなどもトルタと呼ぶことがある。メキシコでは、ややフランスパンに似ていなくもないずんぐりしたパンを横半分に切って肉、アボカドの薄切り、フリホレスのペーストなどをはさんだサンドイッチをトルタと呼んでいる。しかし、スペインからの独立が遅かったキューバや、独立後にスペインからの移民を大量に受け入れたアルゼンチンなどでは、単にトルティージャというと本項の卵料理を指す。

## スペインのトルティージャ
平らに丸く焼いたオムレツ。イタリアのフリッタータや中東、西アジアの伝統的なオムレツと似ている。ハビエル・ロペス・リナヘによると、トルティージャの発明者はバダホス県のビジャヌエバデラセレナという村の出身であったJoseph de Tena Godoyで、1798年2月に初めて作られたそうである。日本とイギリスでは「スペイン風オムレツ」（スパニッシュオムレツ）と呼ばれる事も多い。
ジャガイモ、タマネギ、ホウレンソウ、ベーコンなどの具材をいため、塩で味付けをした卵に混ぜ、フライパンで焼く。一般のオムレツのように袋型にまとめる事をせず、フライパンの丸い形のまま焼き上げる。厚手に焼くときには、大皿などを使って裏返し、両面をよく焼く。弱火で蒸し焼きにするようにし、フライパンをよく揺すってふちを丸めるときれいに仕上がる。
具材をたっぷり入れて2 cmくらいの厚さに焼いたものを、ケーキのようにくさび形に切り分けて盛りつけるのが一般的である。
具材は好みに応じて、生ハム、エビなどが使われる事もある。日本のお好み焼きのように、作る人によって様々な具材が使われる。しかし、ジャガイモはたいていの場合欠かせない具材である。
焼くときに使う油にオリーブ油を使うと本場の雰囲気が出る。さらに、ニンニクを浸したオリーブ油を使うと風味が増す。
地元では半熟ではなく固焼きが好まれる。日本でいう「プレーン・オムレツ」（単なる卵だけのもの）は、「フランス風トルティージャ（tortilla francesa）」と呼ばれ、逆にフランス語ではトルティージャのことを「スペイン風オムレツ（omelette espagnole）」と呼ぶ。